# وليام د ميتشل
وليام د ميتشل (بالإنجليزية: William D. Mitchell)‏ (و. 1874 – 1955 م) هو محام، وسياسي من الولايات المتحدة الأمريكية ولد في وينونا.
تولى منصب نائب عام الولايات المتحدة (1929-03-04–1933-03-04) .وهو عضو في الحزب الجمهوري .

## التعليم
تعلم في جامعة ييل، وجامعة مينيسوتا.